# Ardolph Loges Kline

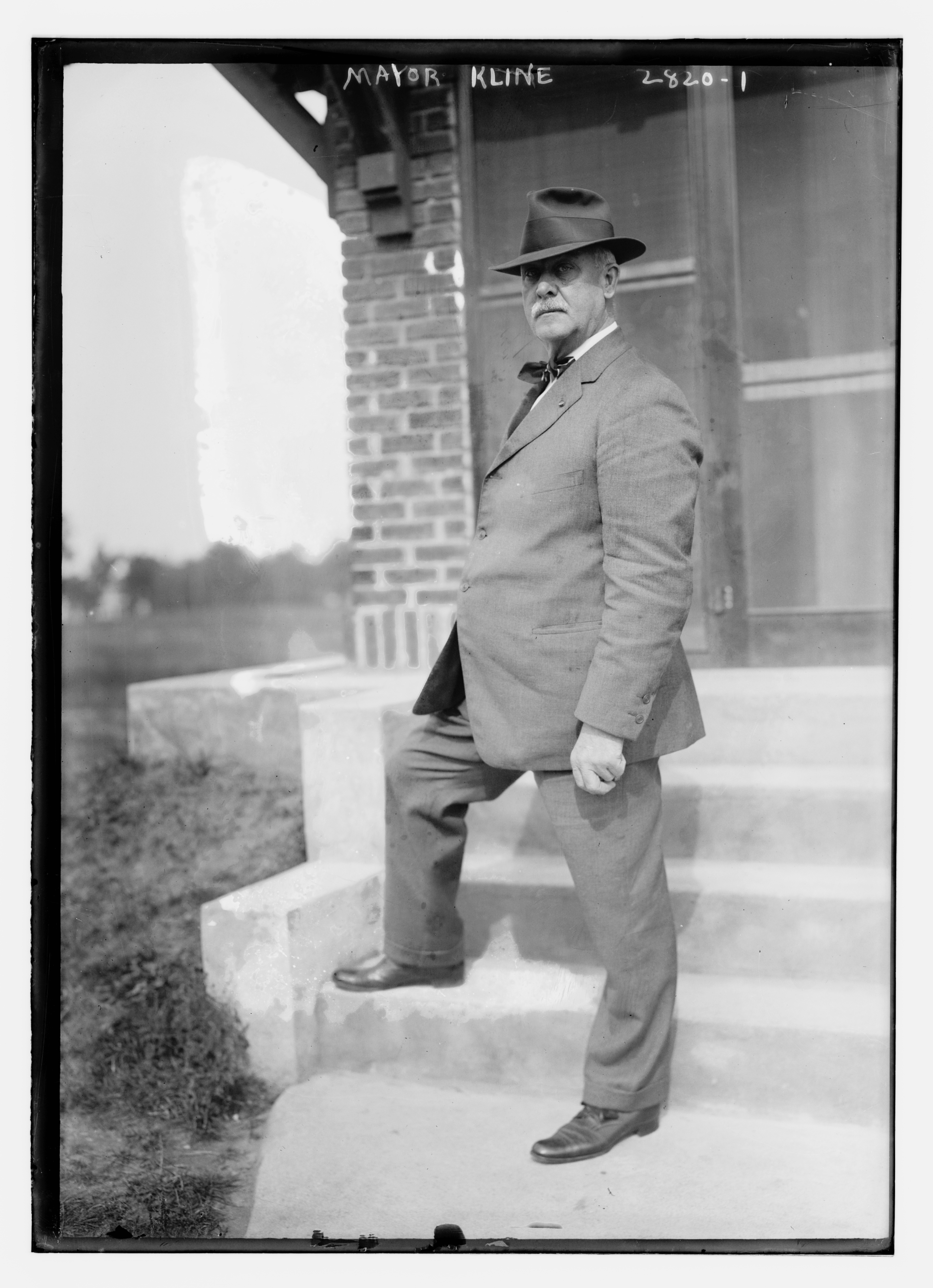
Ardolph Loges Kline (1913)

Ardolph Loges Kline (* 21. Februar 1858 in Newton, Sussex County, New Jersey; † 13. Oktober 1930 in Brooklyn, New York City) war ein US-amerikanischer Politiker. Zwischen 1921 und 1923 vertrat er den Bundesstaat New York im US-Repräsentantenhaus. Außerdem war er im Jahr 1913 für einige Monate amtierender Bürgermeister der Stadt New York.

## Werdegang
Ardolph Kline besuchte die öffentlichen Schulen seiner Heimat und danach die Phillips Academy in Andover (Massachusetts). Im Jahr 1873 zog er nach New York City, wo er für die Bekleidungsfirma W.C. Peet & Co arbeitete. Ab 1876 war er Mitglied der Nationalgarde des Staates New York, in der er im Lauf der Zeit vom einfachen Soldaten bis zum Oberst bzw. Brevet-Brigadegeneral aufstieg. Er nahm auch am Spanisch-Amerikanischen Krieg von 1898 teil. Damals bekleidete er den Rang eines Oberstleutnants. Im Jahr 1901 wurde er zum Oberst befördert. Politisch schloss er sich der Republikanischen Partei an. Zwischen 1904 und 1907 saß er im New Yorker Stadtrat. Von 1908 bis 1911 war er für die Bundesregierung als stellvertretender Warenschätzer (Assistant Appraiser of Merchandise) im New Yorker Hafen angestellt. In den Jahren 1912 und 1913 gehörte er erneut dem dortigen Stadtrat an. 1913 war er dessen Vorsitzender. In dieser Eigenschaft musste er nach dem Tod von Bürgermeister William Jay Gaynor dessen Amtszeit beenden. Damit war er zwischen dem 10. September und dem 31. Dezember 1913 amtierender Bürgermeister von New York. Zwischen 1914 und 1917 war Kline Steuerbeauftragter für den Stadtteil Brooklyn.
Bei den Kongresswahlen des Jahres 1920 wurde Kline im fünften Wahlbezirk von New York in das US-Repräsentantenhaus in Washington, D.C. gewählt, wo er am 4. März 1921 die Nachfolge des Demokraten John B. Johnston antrat. Da er im Jahr 1922 nicht bestätigt wurde, konnte er bis zum 3. März 1923 nur eine Legislaturperiode im Kongress absolvieren. Diese war von den Ereignissen der Prohibitionszeit geprägt. Im Kongress war er Mitglied im Marineausschuss.
Nach dem Ende seiner Zeit im US-Repräsentantenhaus arbeitete Ardolph Kline bis zu seinem Tod als Manager des Sea Service Bureau des United States Shipping Board. Er starb am 13. Oktober 1930 in einem Krankenhaus in Brooklyn. Er wurde auf dem Holy Cross Cemetery (Brooklyn) beerdigt.